# Ethiopian Athletics Federation
Die Ethiopian Athletics Federation (EAF) ist ein von World Athletics anerkanntes Mitglied, das Äthiopien offiziell als nationaler Dachverband der Leichtathletik vertritt.

## Geschichte
Die Geschichte des Sports lässt sich bis auf Militär- und Schulorganisationen im Jahr 1897 zurückverfolgen. Die Organisation wurde am 4. Juni 1961 gegründet. Das Können ostafrikanischer Athleten wurde der Welt bei den Olympischen Spielen 1960 verkündet, als der barfüßige Abebe Bikila die Goldmedaille im Marathon gewann. Bikila wiederholte sich 1964, und die Schleusentore wurden geöffnet. Äthiopien hat 45 olympische Medaillen errungen, alle im Langstreckenlauf bis 2012, trotz der Teilnahme an drei olympischen Boykotten. Die Organisation ist auch für die Auswahl von Vertretern für andere Weltmeisterschaftsveranstaltungen zuständig.
Im November 2016 wurde der ehemalige olympische Goldmedaillengewinner und äthiopische Langstreckenläufer Haile Gebrselassie zum Präsidenten des äthiopischen Leichtathletikverbandes gewählt. Am 14. November 2018 trat die zweifache Olympiasiegerin Derartu Tulu  die Nachfolge von Haile Gebrselassie als Präsidentin der EAF an.

## Sponsoren
Aktuell wird die EAF vom Sportwarenhersteller Adidas gesponsert.